# Ржавка (приток Вороны)
Ржавка — река в России, протекает в Инжавинском районе Тамбовской области. Правый приток реки Ворона.

## География
Река Ржавка берёт начало в урочище Ржавка-Степь у посёлка Землянский. Течёт в южном направлении по открытой местности. Устье реки находится у восточной окраины посёлка городского типа Инжавино в 214 км по правому берегу реки Ворона. Длина реки составляет 20 км, площадь водосборного бассейна 122 км².

## Данные водного реестра
По данным государственного водного реестра России относится к Донскому бассейновому округу, водохозяйственный участок реки — Ворона, речной подбассейн реки — Хопер. Речной бассейн реки — Дон (российская часть бассейна).
По данным геоинформационной системы водохозяйственного районирования территории РФ, подготовленной Федеральным агентством водных ресурсов:
- Код водного объекта в государственном водном реестре — 05010200212107000006700
- Код по гидрологической изученности (ГИ) — 107000670
- Код бассейна — 05.01.02.002
- Номер тома по ГИ — 07
- Выпуск по ГИ — 0